# 西康省文物保護單位
西康省文物保護單位是由中华人民共和国西康省文物處1953年（或1954年9月7日）确定的省级文物保护单位，已知有滎經祥符寺、圓熙寺、太湖寺（雲峰寺）、開善寺等。此外尚有觀音閣、碧峰寺等。